# 유엔 안전 보장 이사회 결의 제1 ~ 100호 목록
이 목록에서는 유엔 안전 보장 이사회에서 1946년 1월 25일부터 1953년 10월 27일까지 결의된 1~100호 결의안에 대한 목록이다.
| 결의 번호 | 결의일           | 투표 (찬성-반대-기권)                                                                           | 내용                                                                    |
| --------- | ---------------- | ----------------------------------------------------------------------------------------------- | ----------------------------------------------------------------------- |
| 1         | 1946년 1월 25일  | 투표 없이 결의                                                                                  | 군사참모위원회 설립                                                     |
| 2         | 1946년 1월 30일  | 11-0-0                                                                                          | 1946년 이란 위기                                                        |
| 3         | 1946년 4월 4일   | 9-0-1 (오스트레일리아 기권, 소련 불참)                                                          | 이란 지역 내 소비에트 연방 군대                                         |
| 4         | 1946년 4월 29일  | 10-0-1 (소련 기권)                                                                              | 스페인 프랑코 정권에 대한 비난 결의                                     |
| 5         | 1946년 5월 8일   | 10-0-0 (소련 불참)                                                                              | 이란 지역 내 소비에트 연방 군대                                         |
| 6         | 1946년 5월 17일  | 11-0-0                                                                                          | 회원국 가입에 관한 절차 사항                                            |
| 7         | 1946년 6월 26일  | 부분적으로 결의되었으며 전체적으로 투표하지 않음.                                               | 스페인 프랑코 정권에 대한 비난 결의안 채택 및 사태에 대한 지속적 감시   |
| 8         | 1946년 8월 29일  | 10-0-1 (오스트레일리아 기권)                                                                    | 아프가니스탄, 아이슬란드 및 스웨덴 가입                                 |
| 9         | 1946년 10월 15일 | 11-0-0                                                                                          | 국제 사법 재판소 관할권                                                 |
| 10        | 1946년 11월 4일  | 11-0-0                                                                                          | 스페인에 대한 이사회의 감시가 정당하지 않음을 결정                      |
| 11        | 1946년 11월 15일 | 투표 없이 결의                                                                                  | 스위스 및 국제 사법 재판소                                              |
| 12        | 1946년 12월 10일 | 1·2차는 11-0-0, 3차는 "다수결"                                                                  | 그리스 내 영국 군대                                                     |
| 13        | 1946년 12월 12일 | 11-0-0                                                                                          | 시암 가입                                                               |
| 14        | 1946년 12월 16일 | 9-0-2 (소련, 미국 기권)                                                                         | 국제 연합 안전 보장 이사회 의장 임기                                    |
| 15        | 1946년 12월 19일 | 11-0-0                                                                                          | 그리스-알바니아계 및 불가리아-유고슬라비아계 국경 침범                  |
| 16        | 1947년 1월 10일  | 10-0-1 (오스트레일리아 기권)                                                                    | 트리에스테 자유 지구 설립 승인                                          |
| 17        | 1947년 2월 10일  | 9-0-2 (폴란드, 소련 기권)                                                                       | 그리스, 알바니아, 불가리아, 유고슬라비아의 정치 수감자들의 사형.        |
| 18        | 1947년 2월 13일  | 10-0-1 (소련 기권)                                                                              | 군비 규정 및 축소에 관한 위원회 설치                                    |
| 19        | 1947년 2월 27일  | 8-0-3 (폴란드, 시리아, 소련 기권)                                                               | 콜푸 해협 사건                                                          |
| 20        | 1947년 3월 10일  | 11-0-0                                                                                          | 자력위원회에 대한 보고                                                  |
| 21        | 1947년 4월 2일   | 11-0-0                                                                                          | 전략 지대의 신탁통치 - 구 독일령 태평양 연안 제도                       |
| 22        | 1947년 4월 9일   | 8-0-2 (폴란드, 소련 기권. 영국 불투표)                                                          | 콜푸 해협 사건                                                          |
| 23        | 1947년 4월 18일  | 9-0-2 (기권: 폴란드, 소련)                                                                      | "그리스 문제"에 관한 위원회 연장 및 확대                                |
| 24        | 1947년 4월 30일  | 10-0-1 (기권: 오스트레일리아)                                                                   | 헝가리 가입                                                             |
| 25        | 1947년 5월 23일  | 10-0-1 (기권: 오스트레일리아)                                                                   | 이탈리아 가입                                                           |
| 26        | 1947년 6월 4일   | 11-0-0                                                                                          | 국제 사법 재판소의 절차                                                 |
| 27        | 1947년 8월 1일   | 인도네시아 초대 8-0-3 (기권: 프랑스, 벨기에, 영국) 네덜란드 초대: 9-0-2 (기권: 폴란드, 소련)    | 인도네시아 공화국 혁명                                                  |
| 28        | 1947년 8월 6일   | 10-0-1 (기권: 소련)                                                                             | 그리스 문제에 대한 소위원회                                             |
| 29        | 1947년 8월 12일  | 예멘, 파키스탄 가입 11-0-0 불가리아, 헝가리, 이탈리아, 로마니아 가입 9-0-2 (기권: 폴란드, 소련) | 예멘, 파키스탄, 불가리아, 헝가리, 이탈리아, 로마니아 가입               |
| 30        | 1947년 8월 25일  | 7-0-4 (기권: 콜롬비아, 폴란드, 소련, 영국)                                                      | 인도네시아 독립전쟁                                                     |
| 31        | 1947년 8월 25일  | 8-0-3 (기권: 폴란드, 시리아, 소련)                                                              | 인도네시아 독립전쟁 해결을 위한 위원회                                  |
| 32        | 1947년 8월 26일  | 10-0-1 (기권: 영국)                                                                             | 인도네시아 폭력 사태에 대한 재차 비난                                   |
| 33        | 1947년 8월 27일  | 10-0-1 (기권: 오스트레일리아)                                                                   | 의회 절차 수칙에 관한 총회 견해의 재검토                                |
| 34        | 1947년 9월 15일  | 9-0-2 (기권: 폴란드, 소련)                                                                      | 그리스와 알바니아 간, 유고슬라비아와 불가리아 간 분쟁 종식              |
| 35        | 1947년 10월 3일  | 9-0-2 (기권: 폴란드, 소련)                                                                      | 인도네시아 독립전쟁에 관한 위원회의 진행 일정                           |
| 36        | 1947년 11월 1일  | 7-1-3 (반대: 폴란드. 기권: 콜롬비아, 시리아, 소련)                                              | 인도네시아 내 정당들에게 이전 결의안들을 시행할 것을 주문               |
| 37        | 1947년 12월 9일  | 투표 없이 결의                                                                                  | 새 회원국 신청 관련 절차                                                |
| 38        | 1948년 1월 17일  | 9-0-2 (기권: 우크라이나, 소련)                                                                  | 인도-파키스탄-카슈미르 분쟁                                             |
| 39        | 1948년 1월 20일  | 9-0-2 (기권: 우크라이나, 소련)                                                                  | 인도-파키스탄-카슈미르 관련 위원회 설립 제안                            |
| 40        | 1948년 2월 28일  | 8-0-3 (기권: 아르헨티나, 우크라이나, 소련)                                                      | 인도네시아 사태에 대한 모니터링                                         |
| 41        | 1948년 2월 28일  | 7-0-4 (기권: 콜롬비아, 시리아, 우크라이나, 소련)                                                | 인도네시아 휴전 협정 칭찬                                               |
| 42        | 1948년 3월 5일   | 8-0-3 (기권: 아르헨티나, 시리아, 영국)                                                          | 팔레스타인 상황 통지 요청                                               |
| 43        | 1948년 4월 1일   | 11-0-0                                                                                          | 팔레스타인 사태 관련자 요청                                             |
| 44        | 1948년 4월 1일   | 9-0-2 (기권: 우크라이나, 소련)                                                                  | 팔레스타인에 관한 총회의 특별회의 요청                                  |
| 45        | 1948년 4월 11일  | 10-0-1 (기권: 아르헨티나)                                                                       | 버마 가입                                                               |
| 46        | 1948년 4월 17일  | 9-0-2 (기권: 우크라이나, 소련)                                                                  | 팔레스타인 지역 학살에 대한 종료 요청                                   |
| 47        | 1948년 4월 21일  | 부분적으로 결의되었으며 전 이사국이 투표하지 않음.                                              | 인도, 파키스탄 및 카슈미르에 대한 추가 요청                             |
| 48        | 1948년 4월 23일  | 8-0-3 (기권: 콜롬비아, 우크라이나, 소련)                                                        | 팔레스타인 지역에 대한 진실 위원회 설립                                 |
| 49        | 1948년 5월 22일  | 8-0-3 (기권: 시리아, 우크라이나, 소련)                                                          | 팔레스타인 지역 학살 중지 명령                                          |
| 50        | 1948년 5월 29일  | 부분적으로 결의되었으며 전체적으로 투표하지 않음.                                               | 팔레스타인 지역에 대한 분쟁 중지 명령                                   |
| 51        | 1948년 6월 3일   | 8-0-3 (기권: 중국, 우크라이나, 소련)                                                            | 인도, 파키스탄 및 카슈미르에 관련된 위원회                              |
| 52        | 1948년 6월 22일  | 9-0-2 (기권: 우크라이나, 소련)                                                                  | 미국 원자력 위원회의 제2차 및 제3차 보고서 검토                         |
| 53        | 1948년 7월 7일   | 8-0-3 (시리아, 우크라이나, 소련 기권)                                                           | 팔레스타인 휴전 연장에 대한 시급한 호소                                 |
| 54        | 1948년 7월 15일  | 7-1-3 (시리아 반대. 아르헨티나, 우크라이나, 소련 기권)                                          | 팔레스타인 지역에 대한 분쟁                                             |
| 55        | 1948년 7월 29일  | 9-0-2 (우크라이나, 소련)                                                                        | 인도네시아와 네덜란드에 렌빌 조약 시행 요청                             |
| 56        | 1948년 8월 19일  | 부분적으로 결의되었으며 전체적으로 투표하지 않음.                                               | 팔레스타인 지역 휴전                                                    |
| 57        | 1948년 9월 18일  | 11-0-0                                                                                          | 포크 버나도트의 암살                                                    |
| 58        | 1948년 9월 28일  | 투표 없이 결의                                                                                  | 스위스 및 국제 사법 재판소                                              |
| 59        | 1948년 10월 19일 | 투표 없의 결의                                                                                  | 폴셰 베르나도테의 암살, 팔레스타인의 이전 결의안                        |
| 60        | 1948년 10월 29일 | 투표 없이 결의                                                                                  | 팔레스타인 지역에 소위원회 설립                                         |
| 61        | 1948년 11월 4일  | 9-1-1 (우크라이나 반대. 소련 기권)                                                              | 팔레스타인 지역에 대한 위원회 및 휴전                                   |
| 62        | 1948년 12월 6일  | 부분적으로 결의되었으며 전체적으로 투표하지 않음.                                               | 팔레스타인 지역 휴전 요청                                               |
| 63        | 1948년 12월 24일 | 7-0-4 (벨기에, 프랑스, 우크라이나, 소련 기권)                                                   | 인도네시아의 정치범 석방 및 학살 중단 요청                              |
| 64        | 1948년 12월 28일 | 8-0-3 (벨기에, 프랑스, 영국 기권)                                                               | 네덜란드에 인도네이사 및 정치범 석방 요청                               |
| 65        | 1948년 12월 28일 | 9-0-2 (우크라이나, 소련 기권)                                                                   | 인도네시아 사태에 대한 보고 요청                                        |
| 66        | 1948년 12월 29일 | 8-0-3 (우크라이나, 소련, 미국 기권)                                                             | 팔레스타인 내에 결의 제 61호를 시행할 것을 요구                         |
| 67        | 1949년 1월 29일  | 부분적으로 결의되었으며 전체적으로 투표하지 않음.                                               | 인도네시아 합중국 건국 요청                                             |
| 68        | 1949년 2월 10일  | 9-0-2 (우크라이나, 소련 기권)                                                                   | 재래식 무기에 관한 총회 결의안 및 위원회                                |
| 69        | 1949년 3월 4일   | 9-1-1 (이집트 반대. 영국 기권)                                                                  | 이스라엘 가입                                                           |
| 70        | 1949년 3월 7일   | 8-0-3 (이집트, 우크라이나, 소련 기권)                                                           | 전략 지대의 신탁통치에 관한 보고                                        |
| 71        | 1949년 6월 27일  | 9-0-2 (우크라이나, 소련 기권)                                                                   | 리히텐슈타인 및 국제 사법 재판소                                        |
| 72        | 1949년 8월 11일  | 투표 없이 결의                                                                                  | 팔레스타인 지역에 감시군 파견                                           |
| 73        | 1949년 8월 11일  | 9-0-2 (우크라이나. 소련 기권)                                                                   | 팔레스타인 휴전 협약                                                    |
| 74        | 1949년 9월 16일  | 9-0-2 (우크라이나, 소련 기권)                                                                   | 총회에 원자력 위원회 결의안 이전                                        |
| 75        | 1949년 9월 27일  | 7-1-3 (우크라이나 반대. 쿠바, 이집트, 소련 기권)                                                | 인도네시아, 인도, 파키스탄 관련 위원회에 원조한 국가에 상환             |
| 76        | 1949년 10월 5일  | 9-1-1 (우크라이나 반대. 소련 기권)                                                              | 인도네시아 내 참관인의 향후 비용                                        |
| 77        | 1949년 10월 9일  | 9-0-2 (기권: 우크라이나, 소련)                                                                  | 재래식 무기 위원회와 총회의 보고                                        |
| 78        | 1949년 10월 18일 | 9-0-2 (우크라이나, 소련 기권)                                                                   | 재래식 무기 위원회와 총회의 보고                                        |
| 79        | 1950년 1월 17일  | 9-0-0 (유고슬라비아 불투표. 소련 불참)                                                          | 재래식 무기 위원회와 총회의 보고                                        |
| 80        | 1950년 3월 14일  | 8-0-2 (인도, 유고슬라비아 기권. 소련 불참)                                                      | 정전 협정에 따른 인도, 파키스탄 및 카슈미르에 대한 비난 결의            |
| 81        | 1950년 5월 24일  | 10-0-0 (소련 불참)                                                                              | 총회 결의안 제258호                                                     |
| 82        | 1950년 6월 25일  | 9-0-1 (유고슬라비아 기권. 소련 불참)                                                            | 한국 전쟁                                                               |
| 83        | 1950년 6월 27일  | 7-1-0 (유고슬라비아 반대. 이집트, 인도 불투표. 소련 불참)                                       | 한국 내 활동 중지 요청                                                  |
| 84        | 1950년 7월 7일   | 7-0-3 (이집트, 인도, 유고슬라비아 기권. 소련 불참)                                              | 평화를 위협하는 조선민주주의인민공화국에 대항하기 위해 대한민국을 원조. |
| 85        | 1950년 7월 31일  | 9-0-1 (유고슬라비아 기권, 소련 불참)                                                            | 한미연합사령부 지원.                                                    |
| 86        | 1950년 9월 26일  | 10-0-1 (중국 기권)                                                                              | 인도네시아 가입                                                         |
| 87        | 1950년 9월 29일  | 7-3-1 (중국, 미국, 쿠바 반대. 이집트 기권)                                                      | 중화인민공화국의 중화민국 침공 선언                                     |
| 88        | 1950년 11월 8일  | 8-2-1 (중국, 쿠바 반대. 이집트 기권)                                                            | 한국 전쟁 논의에 참석토록 중화인민공화국 대표 소환                      |
| 89        | 1950년 11월 17일 | 9-0-2 (이집트, 소련 기권)                                                                       | 팔레스타인인 추방 관련 비난                                             |
| 90        | 1951년 1월 31일  | 11-0-0                                                                                          | 의회 안건에서 한국 전쟁 건을 제외                                       |
| 91        | 1951년 3월 30일  | 8-0-3 (인도, 소련, 유고슬라비아 기권)                                                           | 인도 및 파키스탄의 유엔 대표 할당 및 새로 임명                          |
| 92        | 1951년 5월 8일   | 10-0-1 (소련 기권)                                                                              | 팔레스타인 지역에 대한 휴전 요청                                        |
| 93        | 1951년 5월 18일  | 10-0-1 (소련 기권)                                                                              | 중동 휴전 협정                                                          |
| 94        | 1951년 5월 29일  | 11-0-0                                                                                          | 국제 사법 재판소 판관의 사망과 선거                                     |
| 95        | 1951년 9월 1일   | 8-0-3 (중국, 인도, 소련 기권)                                                                   | 이집트 및 수에즈 위기에 대한 비난 결의                                  |
| 96        | 1951년 11월 10일 | 9-0-2 (인도, 소련 불참)                                                                         | 인도와 파키스탄 간 카슈미르 문제에 대해 평화가 정착했음을 선언          |
| 97        | 1952년 1월 30일  | 투표 세부 정보 없음                                                                             | 재래식 무기 위원회 해산                                                 |
| 98        | 1952년 12월 23일 | 9-0-1 (소련 불참, 파키스탄 기권)                                                                | 인도와 파키스타 간 합의 요청                                            |
| 99        | 1953년 8월 12일  | 투표 없이 결의                                                                                  | 국제 사법 재판소의 선거 및 판관의 사임                                  |
| 100       | 1953년 10월 27일 | 11-0-0                                                                                          | 팔레스타인 비무장 지대 해제                                             |

## 같이 보기
- 유엔 안전 보장 이사회 결의 제101 ~ 200호 목록